# Kovači (Tutin)
Kovači (Servisch cyrillisch Ковачи) is een plaats in de Servische gemeente Tutin. De plaats telt 259 inwoners (2002).